# Isidorea brachycarpa
Isidorea brachycarpa är en måreväxtart som först beskrevs av Ignatz Urban, och fick sitt nu gällande namn av Annette Aiello. Isidorea brachycarpa ingår i släktet Isidorea och familjen måreväxter. Inga underarter finns listade i Catalogue of Life.